# Kurnell Peninsula Headland

Historische Darstellung der im April 1770 stattgefundenen ersten Begegnung der Aborigines und der Briten auf der Kurnell-Halbinsel

Die Kurnell Peninsula Headland, (deutsch: Kap der Kurnell-Halbinsel) an der Botany Bay, ist das Gebiet auf dem James Cook erstmals am 29. April 1770 seinen Fuß auf australischen Boden setzte. Das südöstliche Gebiet an der Spitze der Halbinsel mit bedeutenden historischen Spuren wurde von der australischen Regierung 2004 unter nationalen Denkmalschutz gestellt.

## Geschichte
Cook segelte mit seinem Schiff, der Endeavour, an der Ostküste Australiens auf der Suche nach einem sicheren Landeplatz entlang, nachdem er von Tasmanien gekommen war. Er fand an der nordöstlichen Küste der Kurnell-Halbinsel einen geeigneten Platz und blieb dort acht Tage, vermaß die Küste und nahm Verpflegung und Wasser auf. Die Briten sahen die indigene Bevölkerung, Cook versuchte allerdings erfolglos mit den dort lebenden Aborigines der Gweagal Kontakt aufzunehmen.

„I thought that they beckoned to come ashore, but in this we were mistaken, for as soon as we put the boat in they again come to oppose us... I fired a musket between the two which had no effect... one of them took a stone and threw it at us...“ (Cook’s journal, 29. April 1770)

Die Naturforscher Joseph Banks und der schwedische Botaniker Daniel Solander erforschten in den acht Tagen ihrer Verweildauer die Kurnell-Halbinsel und die Botany Bay. Sie lieferten erste wissenschaftliche Ergebnisse über die australische Flora und Fauna. Eine Baumgattung, die Banks damals entdeckte, die Banksia, ist zu seiner Ehre nach ihm benannt.
Cooks genaue Beschreibung der Botany Bay und der Halbinsel, das Vorhandensein von Wasser, führten dazu, dass die britischen Segler der First Fleet über genaue Informationen verfügten.
Das erstmalige Betreten Australiens und die Reise von Cook ist nicht nur in der Erinnerung der europäischen Geschichte verankert, auch in entfernten Gebieten Australiens, in Victoria, Zentralaustralien und im Northern Territory ist sie unter den Aborigines verbreitet.

## Denkmalschutz
Aufgrund der geschichtlichen Bedeutung dieses Gebiets wurde der südöstliche Teil der Kurnell-Halbinsel am 20. September 2004 von der australischen Regierung unter nationalen Denkmalschutz gestellt und in die Australian National Heritage List eingetragen. Das Gebiet umfasst etwa 400 ha innerhalb des Botany-Bay-Nationalparks.

## Monumente
Auf dem Schutzgebiet der Kurnell-Halbinsel befinden sich mehrere Monumente, die auf Wanderwegen erreicht werden können, es sind dies:  
- Captain Cook Memorial Obelisk
- Sir Joseph Banks Memorial
- Daniel Solander Monument
- Joseph Banks Monument

Ferner befindet sich auf der Kurnell-Halbinsel ein Grabzeichen des britischen Matrosen Forby Sutherland, der der erste Brite war, der in Australien verstarb. Er starb während des Aufenthalts an Tuberkulose am 2. Mai 1770.

## Fotos

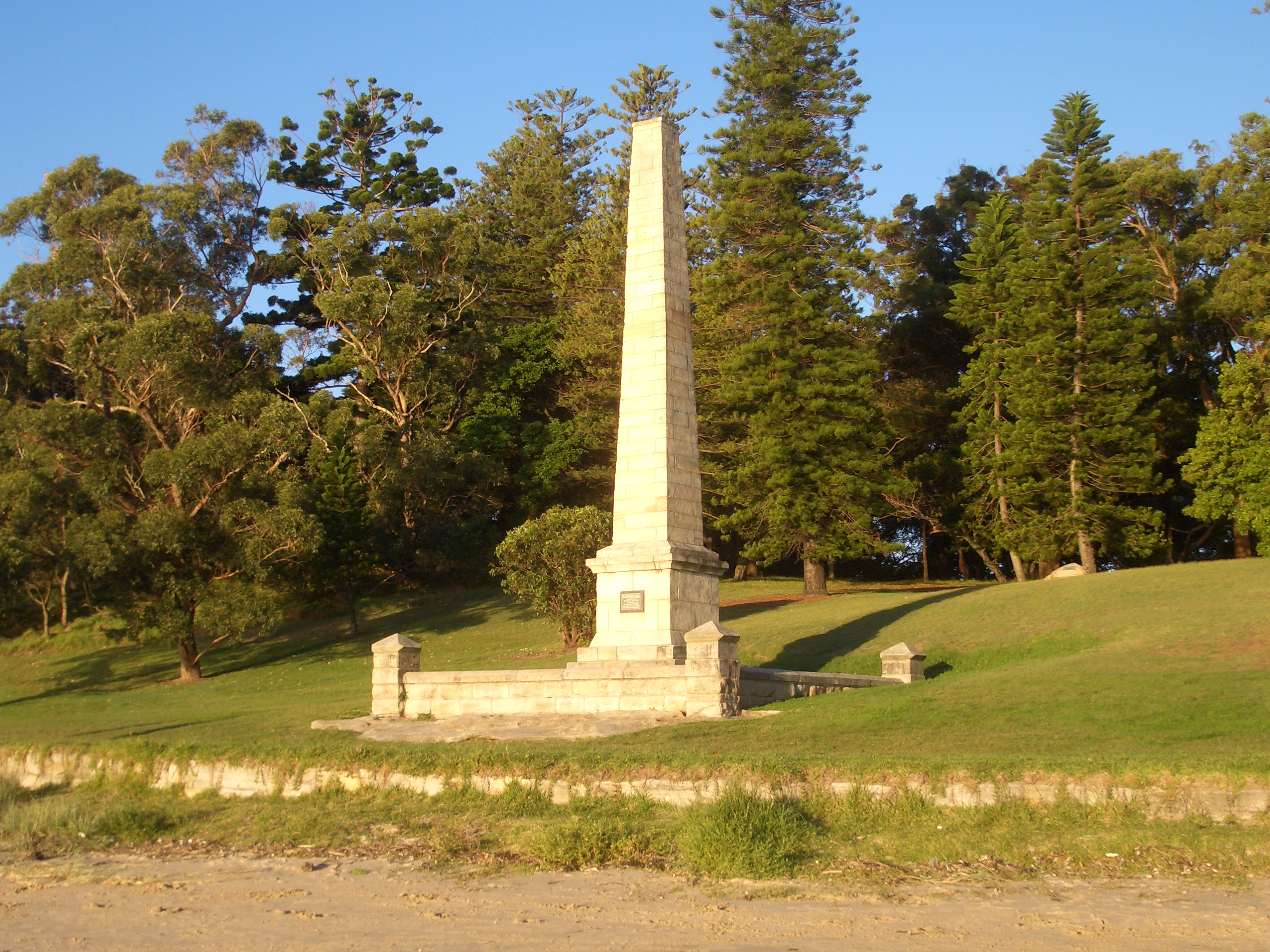
Obelisk für James Cook
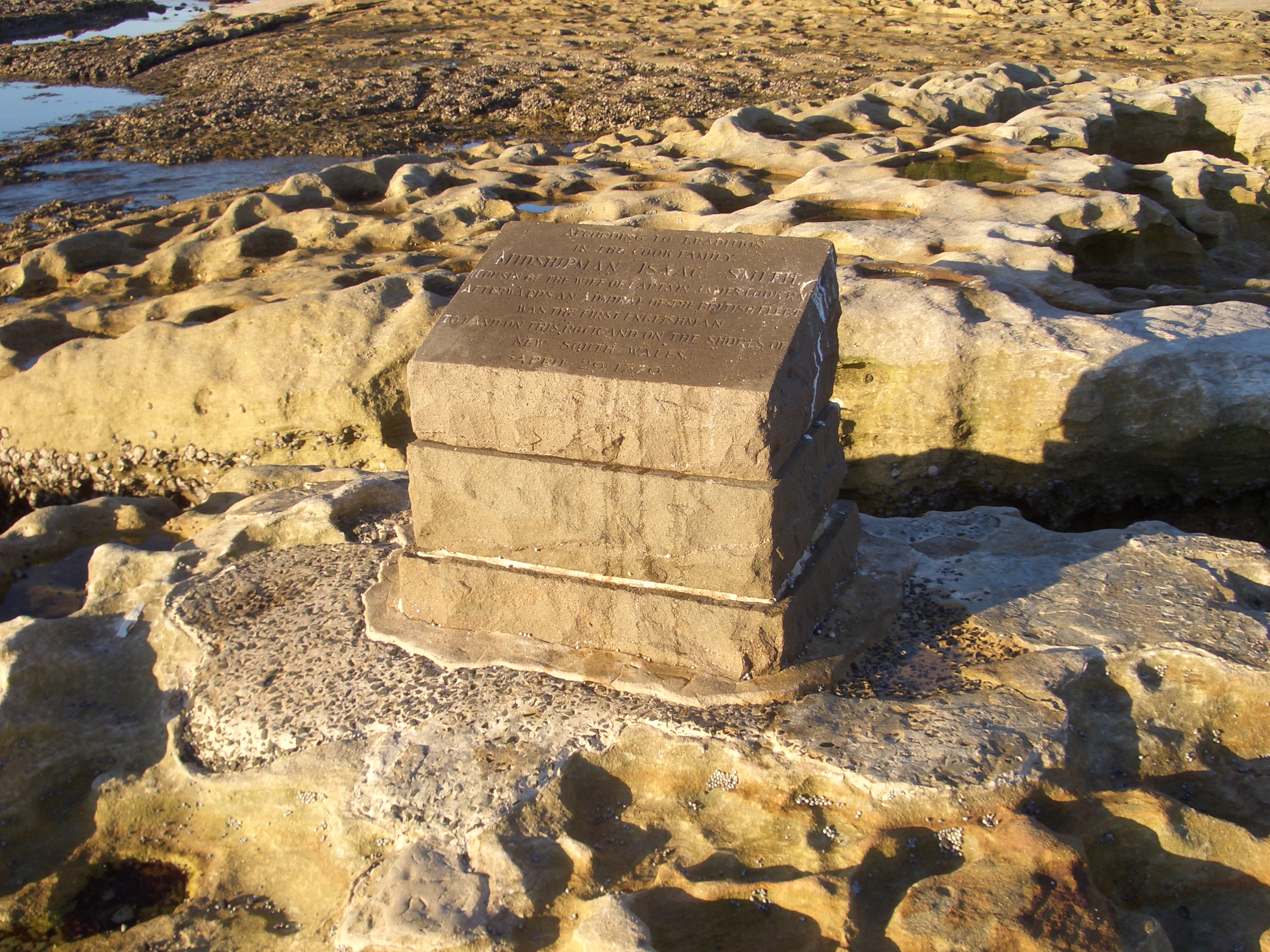
Monument an Cooks Landeplatz
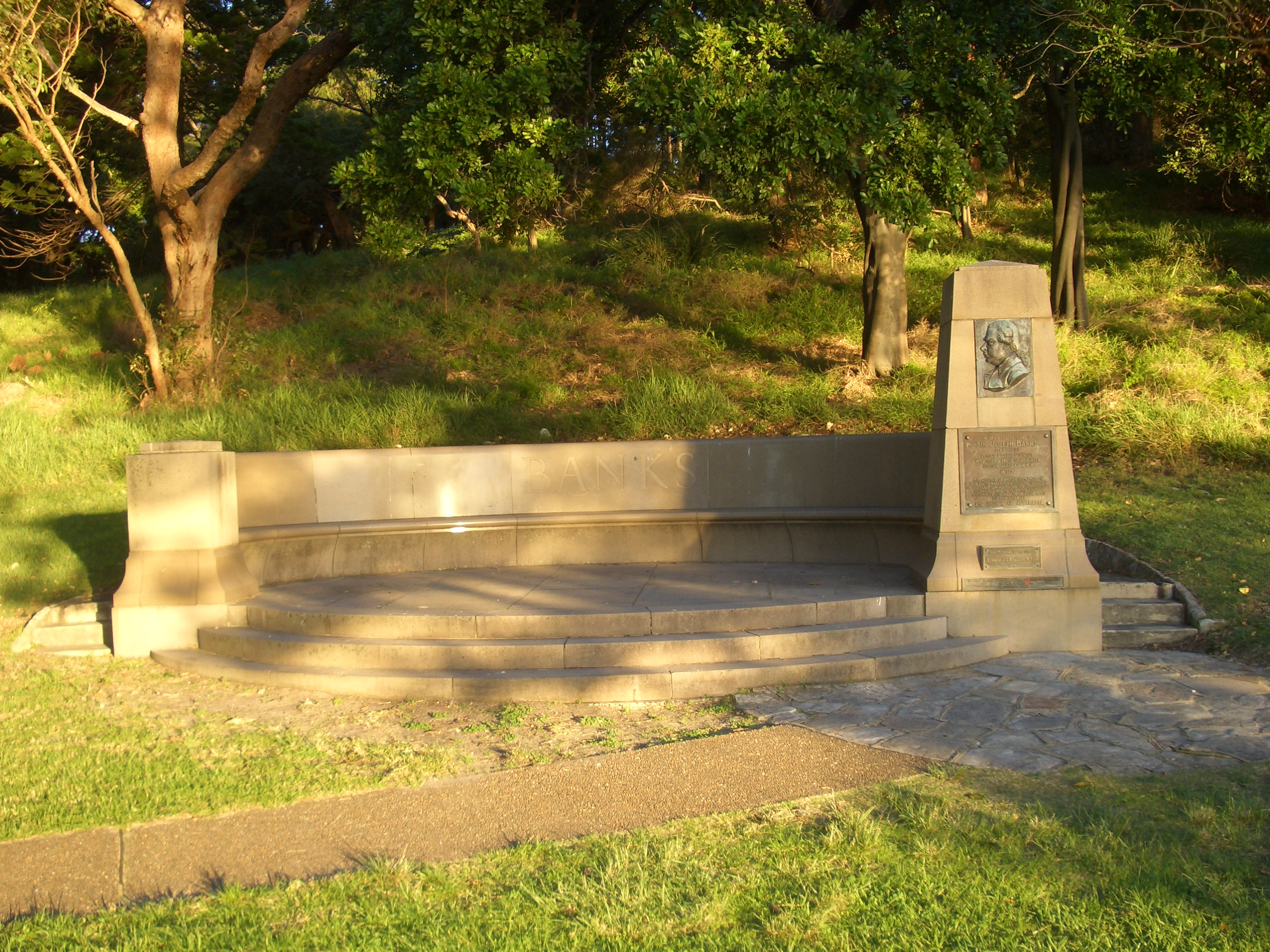
Monument für Joseph Banks
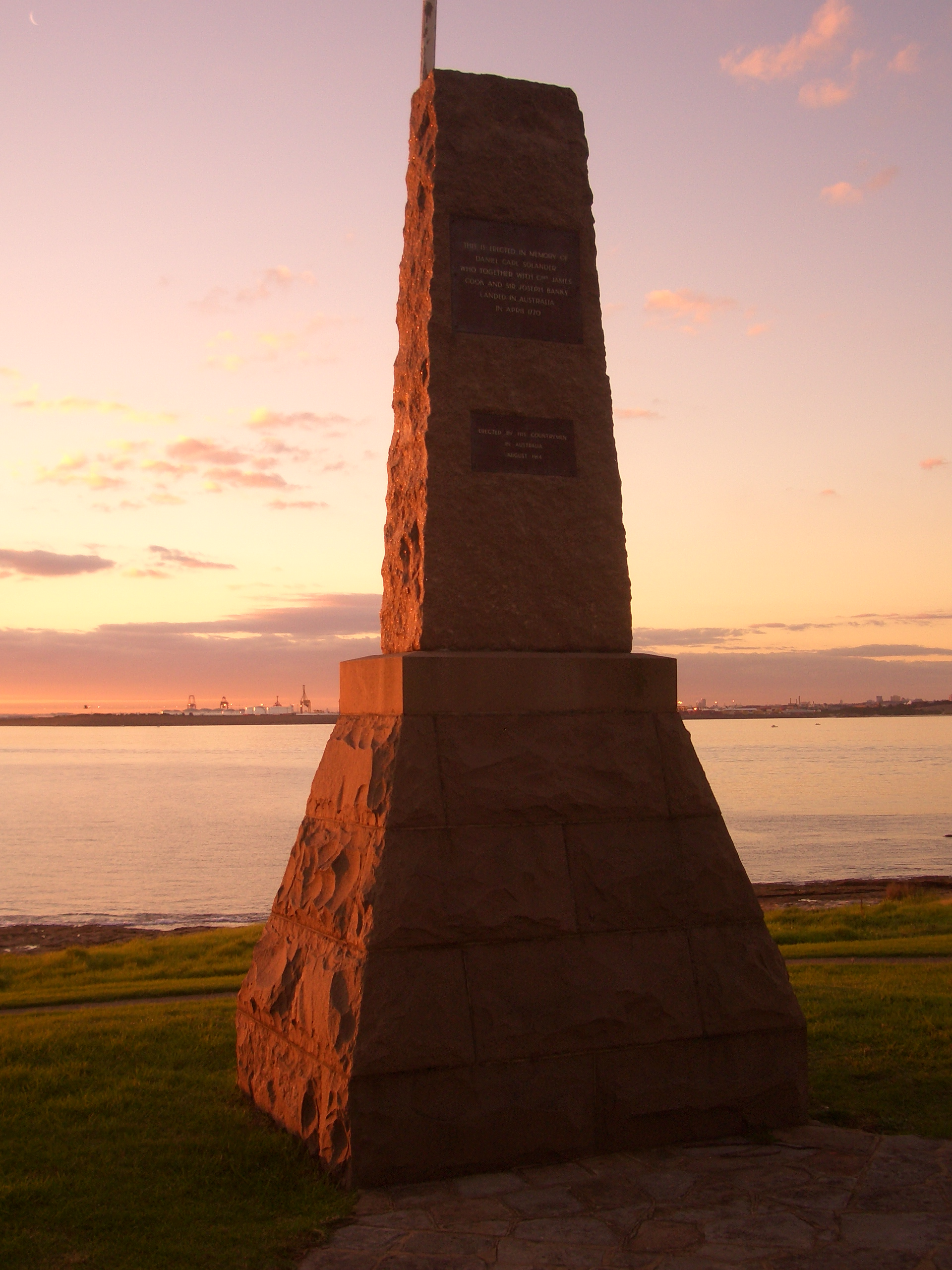
Monument für Daniel Solander
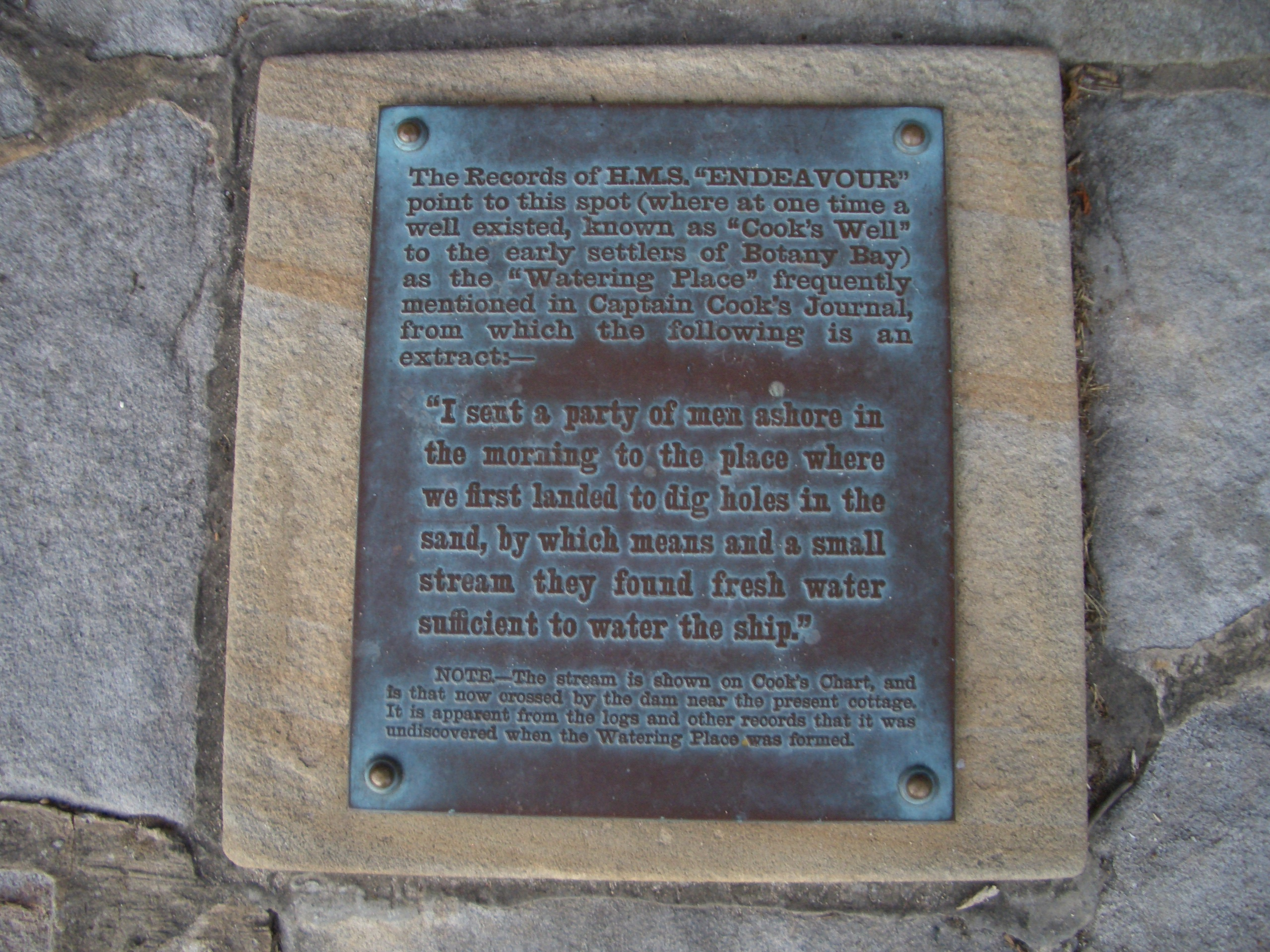
Bronze-Plakete an Cooks Landeplatz
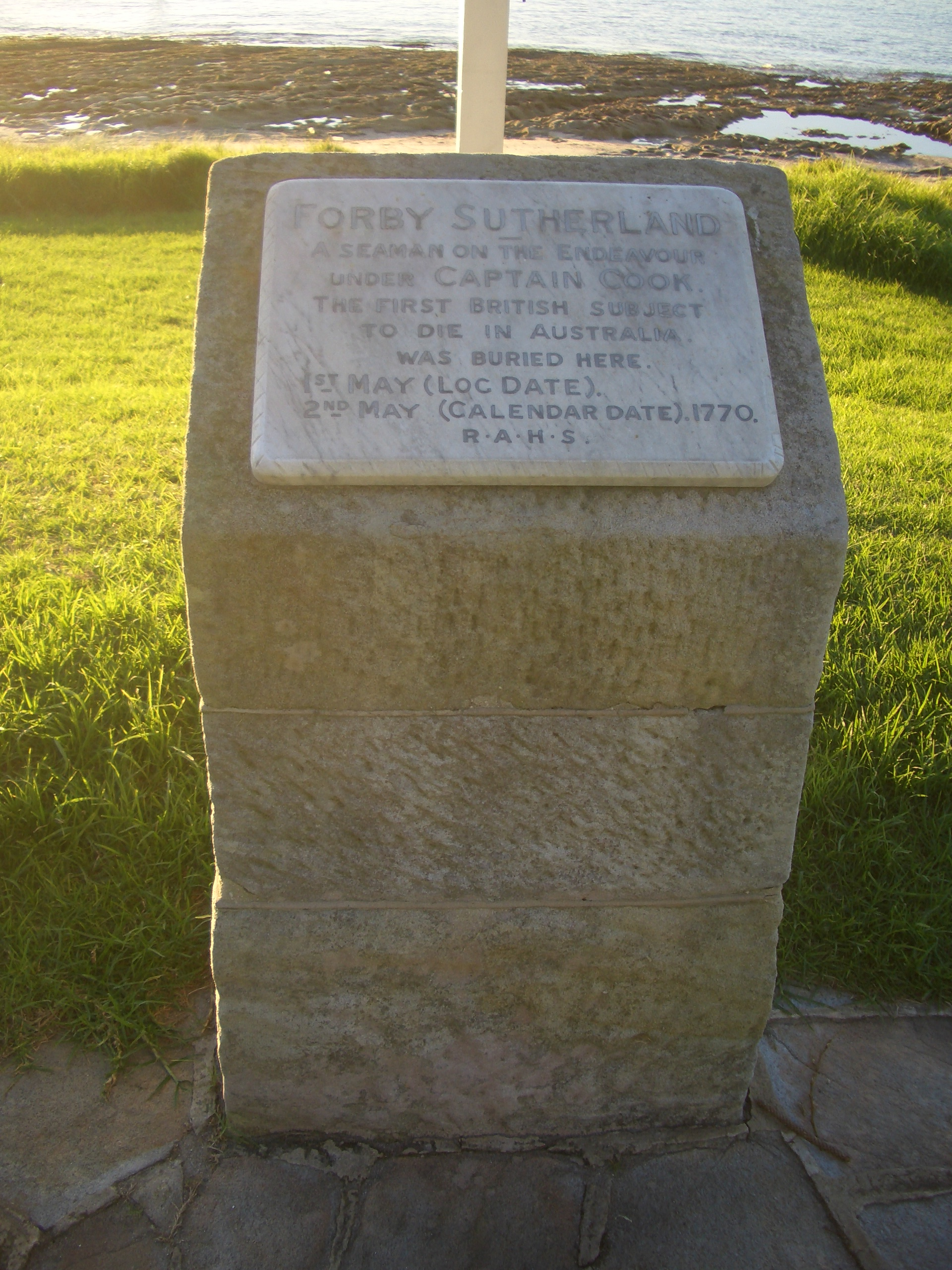
Grabstein von Forby Sutherland